# Brigios

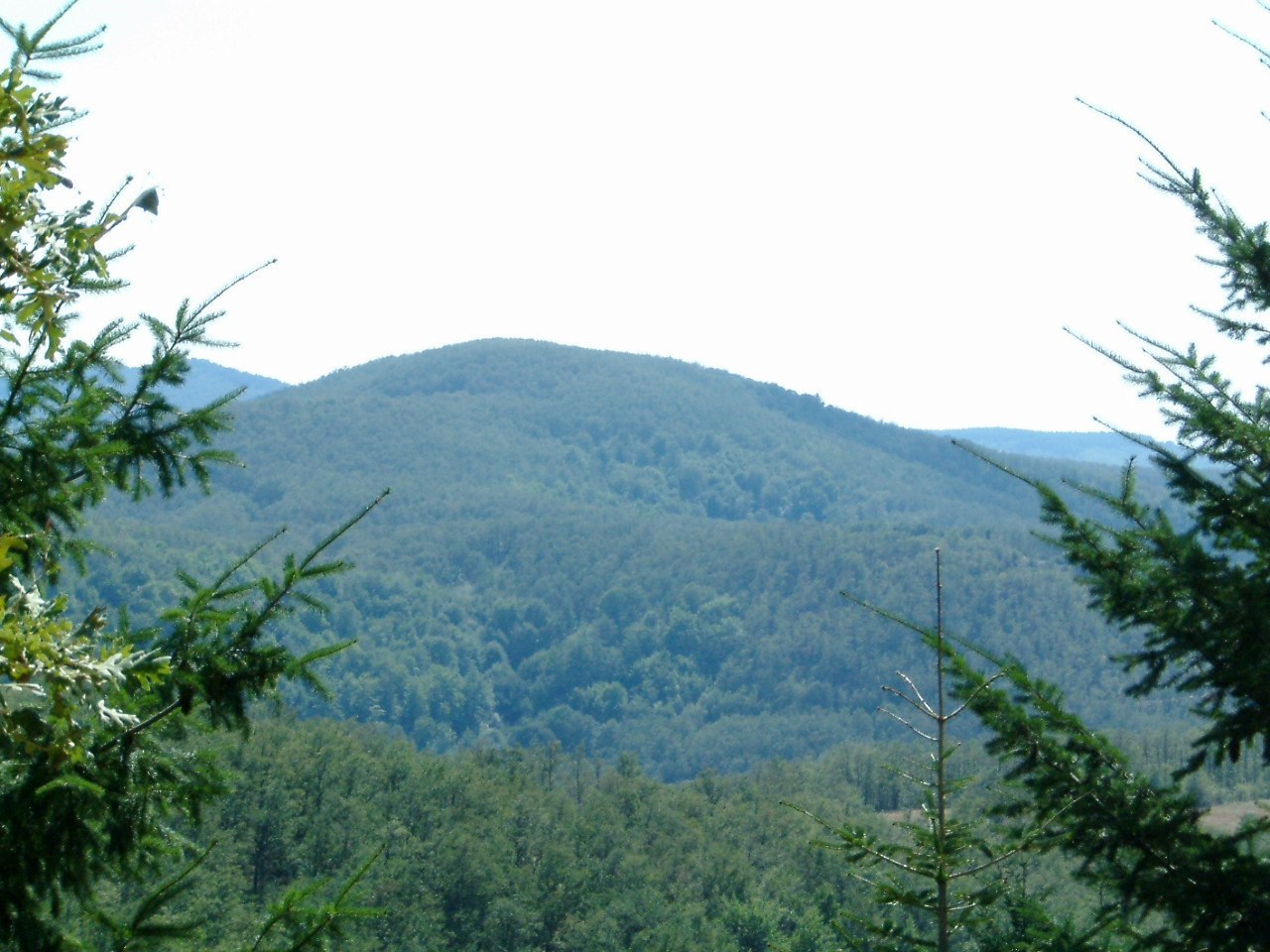
Monte Cholomon, tierras altas en o cerca de la antigua Migdonia

Brigios (en griego: Βρύγοι o Βρίγες) es el nombre histórico de un pueblo de los antiguos Balcanes. Generalmente se considera que estaban emparentados con los frigios, que durante la Antigüedad clásica vivieron en Anatolia occidental. Se supone que ambos nombres, brigios y frigios, son variantes de la misma raíz. Basándose en pruebas arqueológicas, algunos estudiosos como N. G. L. Hammond y Eugene N. Borza sostienen que los brigios/frigios eran miembros de la cultura lusaciana que emigró al sur de los Balcanes durante la Edad del Bronce Final.

## Historia

Antiguas tribus de la zona con asentamientos brigios.

Las primeras menciones de los brigios se encuentran en los escritos históricos de Heródoto, que los relaciona con los frigios, afirmando que, según los macedonios, los brigios «cambiaron su nombre» por el de frigios tras emigrar a Anatolia, un movimiento que se cree que ocurrió entre el 1200 a. C. y el 800 a. C., quizá debido al colapso de la Edad del Bronce, en particular la caída del Imperio hitita y el vacío de poder que se creó. En los Balcanes, los brigios ocuparon Albania central y algunas partes del norte de Epiro, así como Macedonia, principalmente al oeste del río Axios, pero también Migdonia, que fue conquistada por el reino de Macedonia a principios del siglo V a. C. Parecen haber vivido pacíficamente junto a los habitantes de Macedonia. Sin embargo, Eugamón en su Telegonía, basándose en tradiciones épicas anteriores, menciona que Odiseo comandó a los tesprotos epirotas contra los brigios. Pequeños grupos de brigios, tras la migración a Anatolia y la expansión del reino de Macedonia, quedaron aún en el norte de Pelagonia y alrededor de Epidamno y Apolonia hasta los montes Ceraunios.
Heródoto también menciona que en el 492 a. C., unos tracios brigos o brigios (griego: Βρύγοι Θρήικες) cayeron de noche sobre el campamento persa, hiriendo al propio Mardonio, aunque éste continuó con la campaña hasta someterlos. Estos brigios fueron mencionados más tarde en las Vidas paralelas de Plutarco, en la batalla de Filipos, como sirvientes del campamento de Bruto. Sin embargo, los eruditos modernos afirman que no se puede establecer un vínculo histórico entre ellos y los brigios originales.

## Etimología
No existe una derivación segura para el nombre y el origen tribal de los brigios. En 1844, Hermann Müller sugirió que el nombre podría estar relacionado con la misma raíz indoeuropea que la del eslavo Breg (orilla, colina, ladera, montaña), alemán Berg (montaña), es decir, IE *bʰerǵʰ. Sería entonces cognado con nombres tribales de Europa occidental como los celtas brigantes y los germánicos burgundios, y semánticamente motivado por algún aspecto de los significados de la palabra “alto, elevado, noble, ilustre”.